# Mustionjoki
Le fleuve de Mustio (finnois : Mustionjoki, suédois : Svartån) ou fleuve de Karjaa (finnois : Karjaanjoki, suédois : Karisån)  est un cours d'eau à Raasepori dans la région d'Uusimaa en Finlande,.

## Description
Le fleuve Mustionjoii est originaire du lac Pyhäjärvi près de Karkkila d'où il s'écoule vers le sud et change plusieurs fois de nom.
À Karjaa, le fleuve se nomme aussi Landsbroström
Le nom Karjaanjoki est également utilisé 
Dans sa partie septentrionale, du Pyhäjärvi jusqu'à l'île de Vihti en passant par le Vanjärvi à Vihti, il s'appelle aussi Karjaanjoki.
Au milieu, le fleuve s'appelle Vanjoki, il se jette dans le lac Hiidenvesi et le quitte sous le nom de Väänteenjoki et continue sa course vers le sud.
À Lohja, il se jette dans le lac Lohjanjärvi.
Son cours inférieur est appelé Mustionjoki.
Il traverse Karis et se jette près de Pohja dans la baie de Pohjanpitajänlahti du le golfe de Finlande.